# Johann Conrad Felsing

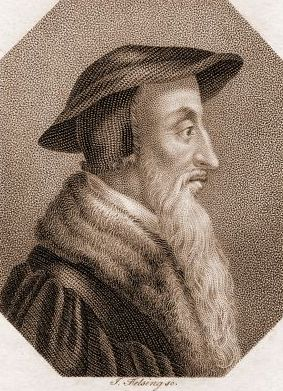
Jean Calvin, gravure au pointillé par Felsing.

Johann Conrad Felsing, né le 1er mars 1766 à Gießen et mort le 3 décembre 1819 à Darmstadt, est un graveur allemand.

## Biographie
Johann Conrad Felsing naît le 1er mars 1766 à Gießen.
Il append les éléments de son art à Darmstadt. Il grave de nombreux portraits au pointillé, mais se distingue surtout par ses ouvrages topographiques, dont le dernier et le meilleur est le plan militaire de Mayence (daté 1815). Il est le père de Johann Heinrich Felsing, célèbre imprimeur sur cuivre, mort en 1875, et de Georg Jakob Felsing, l'éminent graveur.
Johann Conrad Felsing meurt le 3 décembre 1819 à Darmstadt.